# Елисавета Консулова-Вазова
Елисавета Георгиева Консулова-Вазова е една от първите български художнички. Съпруга е на Борис Вазов, най-малкия брат на писателя Иван Вазов, и майка на художничката Бинка Вазова. Професор Константин Гълъбов я нарича „майката на цветята“.

## Биография
Родена е в Пловдив през 1881 г. През 1902 г. завършва втория випуск на Рисувалното училище в София, специалност живопис в класа на Ярослав Вешин. Между 1909 и 1910 г. специализира портретна живопис в Мюнхен, в академията на Дружеството на жените художнички.
Елисавета Вазова е родена в семейството на българския поборник от Априлското въстание Георги Консулов и Анна Консулова (Хаджиеньова). През 1891 г. семейството им се мести в София, където бащата е назначен за директор на спиртната фабрика. Първоначално рисувалния занаят Елисавета Вазова изучава в частната школа на руската емигрантка Естер Стелепян, където усвоява рисуването в натура на голи модели. Елисавета Вазова завършва рисувателно училище в София при проф. Иван Мърквичка. При Ярослав Вешин проявява нечуваното изискване също, като мъжете художници да рисува моделите в натура, а не по гипсови отливки
Специализирала е в Германия в град Мюнхен, в Академията на дружеството на жените-художнички при проф. Хайнрих Книр (1909 – 1910), специалност „Портретна живопис“. По време на Балканската война е назначена като милосърдна сестра на фронта. Тя е една от основателите на дружество „Родно Изкуство“. Също така членува и в Съюза на българските художници. Там се проявява като портретист и художник на натюрморти с цветя. Нейни картини се намират в много музеи. Владееща езици е добра преводачка на литературни произведения. Притежава орден „За гражданска заслуга“, издава списание „Дом и свят“. През 1955 Елисавета и Борис Вазов, по-малък брат на Иван Вазов празнуват своята златна сватба. През 1956 се провежда честването на петдесет и пет години нейно творчеството.
Първата ѝ изложба през 1919 г. в София е и първата самостоятелна изложба на жена художничка в България. Следват изложби в Прага (1931), Пилзен и Братислава (1932), както и отново в София през 1934 и 1956 г.
Основен жанр в творчеството на Консулова-Вазова е портретът. Рисува с маниер, близък до този на импресионистите и много от платната ѝ са рисувани на открито. Предпочита техники като пастел, маслени бои и акварел. Позират ѝ Стоян Михайловски (1918), Борис Вазов, Христо Стамболски и Добри Христов (1919), Иван Вазов (1920), Александър Божинов (1925), Кирил Христов, арх. Атанас Донков, както и редица български актьори: Драгомир Казаков, Елена Хранова, Марта Попова, Ирина Тасева, Спас Джонев. Оставя много картини на цветя. Освен това е и първата българска художничка, рисувала голо тяло.
Консулова-Вазова е сред основателите на дружеството „Родно изкуство“. Развива обществена дейност като редакторка на сп. „Беседа“ (1934 – 40) и сп. „Дом и свят“ (1940 – 43); сътрудничи на сп. „Художник“ и сп. „Изкуство“ с художественокритични статии за българското и западноевропейското изобразително изкуство.
Елисавета Вазова е първата българска художничка със своя самостоятелна изложба в България, организирана през 1919 г.
Елисавета Вазова е носителка на орден „Св. св. Кирил и Методий“ I степен (1961).

## Обществена дейност
Развива обществена дейност като редактор на сп. „Беседа“ (1934 – 1940) и списанията „Дом и свят“ (1940 – 1943), „Художник“, „Изкуство“. Там допринася с художественокритични статии за българското и западноевропейското изобразително изкуство.

## Портретист
На Елисавета Вазова позират изявени български личности като: Елена Хранова, Марта Попова, Ирина Тасева, Михаил Арнаудов, Христина Морфова, Людмила Прокопова, Стоян Михайловски, Константин Гълъбов и Кирил Христов.